# Aéroport de Bétou
L'aéroport de Bétou (AITA:BTB, OACI:FCOT), est un aéroport militaire et national desservant la ville de Bétou sur une altitude moyenne de 356 m. Il est situé au nord-est de la république du Congo principalement dans le département de la Likouala,.